# Мартинівка (Джанкойський район)
Марти́нівка (до 1945 року — Караджа́-Кат, крим. Qaraca Qat) — село Джанкойського району Автономної Республіки Крим. Населення становить 711 осіб. Орган місцевого самоврядування — Завіто-Ленінська сільська рада. Розташоване на півночі району.

## Географія
Мартинівка — село в північній частині району, у степовому Криму, у верхів'ї одної з балок, що впадають в Сиваш, висота над рівнем моря — 2 м. Сусідні села: Солонцеве за 4,5 км на північний захід, Зелений Яр за 2 км на північ і Завіт-Ленінський за 3,5 км на схід. Відстань до райцентру - близько 19 кілометрів, найближча залізнична станція — Солоне Озеро — близько 4,5 км.

## Історія
Перша документальна згадка села зустрічається в «Камеральному Описі Криму»… 1784 року, судячи з якого, в останній період Кримського ханства Хадир Гаджі Ойрат входив в Орта Чонгарський кадилик Карасубазарського каймакамства .
Після приєднання Криму до Російської імперії (8) 19 квітня 1783 року , (8) 19 лютого 1784 року, на території колишнього Кримського Ханства була утворена Таврійська область і село було приписане до Перекопського повіті . Після Павловських реформ, з 1796 по 1802 рік, входило в Перекопський повіт Новоросійської губернії . За новим адміністративним поділом, після створення 8 (20) жовтня 1802 года Таврійської губернії , Карагоджа-Багалак був включений до складу Джанайської волості Перекопського повіту.
За Відомостями про всі селища в Перекопському повіті… від 21 жовтня 1805 року, у селі Карагоджа-Багалак значилося 12 дворів і 50 жителів кримських татар . На військово-топографічній карті 1817 року село Караджа Богала позначене з 5 дворами . Після реформи волосного поділу 1829 року Караджа Богала, згідно «Відомостями про казенні волості Таврійської губернії 1829 року» , залишився в складі Джанайської волості . Потім, мабуть, внаслідок еміграції кримських татар в Туреччину , село помітно спорожніло і на карті 1842 року зазначені вже руїни села Караджа Богалак , як і на триверстовій  мапі 1865 року .
Після земської реформи 1890 року  селище, вже як Караджі, віднесли до Богемської волості, але в «... Пам'ятній книзі Таврійської губернії за 1892 рік» у відомостях про Богемську волость ніяких даних про село, крім назви, не наведено . Не згадано поселення і в  «... Пам'ятній книзі Таврійської губернії за 1900 рік», а в Статистичному довіднику Таврійської губернії 1915 року" ', у Богемській волості Перекопського повіту значиться хутір Караджі Ольги Мокшеєвої.
Після встановлення в Криму Радянської влади, за постановою Кримревкома від 8 січня 1921 року № 206 «Про зміну адміністративних кордонів» була скасована волосна система і в складі Джанкойського повіту був створений Джанкойський район . У 1922 році повіти перетворили в округи . 11 жовтня 1923 року, згідно з постановою ВЦВК, в адміністративний поділ Кримської АРСР були внесені зміни, у результаті яких округу були ліквідовані, основною адміністративною одиницею став Джанкойський район  і село включили до його складу. Згідно Списку населених пунктів Кримської АРСР за Всесоюзним переписом від 17 грудня 1926 року, у селі Караджа, центрі Караджинської сільради Джанкойського району, значилося 42 двори, все селянські, населення становило 219 осіб. У національному відношенні враховано: 199 росіян, 19 вірмен, 1 записаний в графі «інші», діяла російська школа .
Указом Президії Верховної Ради Російської РФСР від 21 серпня 1945 року Караджа була перейменована в Мартинівку і Караджинська сільрада - в Мартинівську . У 1959 році сільрада скасували і село включили до складу Завіт-Ленінської.

## Інфраструктура і економіка села
В середині 2000х років підведений газ, що стало ключовим фактором розвитку сільського господарства місцевими жителями.
Збут фруктів і овочів вирощених у теплицях відбувається як на місці так і доставкою на ринки Джанкою і Сімферополя.
Основна економічна діяльність: рослинництво і тваринництво.
Після відновлення в 2005-2010рр, спадщини СРСР - тваринницької ферми, здійснюється промисловий збір молока для джанкойського молокозаводу.
У селі є школа 1-2 ступенів (до 9-го класу). Після закінчення школярі мають можливість продовжити навчання або в школі сусіднього Завіт-Ленінського (11 класів), або в ПТУ Джанкою і Джанкойського району.